# سباق باريس روبيه 1957
طواف باريس 1957 هو سباق دراجات هوائية أقيم بتاريخ 7 أبريل، تكون السباق من مرحلة واحدة، وامتدّ لمسافة 263 كم، وبسرعة 34.730 كم/س، استغرق السباق 7 ساعات و15 دقيقة و19 ثانية.